# Eraldo Bispo da Silva
Eraldo Bispo da Silva (* 13. August 1966 in Monteiro, Paraíba, Brasilien) ist ein brasilianischer römisch-katholischer Geistlicher und Bischof von Patos.

## Leben
Eraldo Bispo da Silva empfing am 24. April 1993 das Sakrament der Priesterweihe.
Am 7. November 2012 ernannte ihn Papst Benedikt XVI. zum Bischof von Patos. Der Alterzbischof von São Salvador da Bahia, Geraldo Majella Kardinal Agnelo, spendete ihm am 27. Dezember desselben Jahres die Bischofsweihe; Mitkonsekratoren waren Itamar Navildo Vian OFMCap, Erzbischof von Feira de Santana, und Josafá Menezes da Silva, Bischof von Barreiras. 
Als Wahlspruch wählte er Victoria Christi Spes. Die Amtseinführung fand am 16. Februar 2013 statt.